# Тосонцэнгэл (Завхан)
Тосонцэнгэл (монг. Тосонцэнгэл) — сомон аймака Завхан в западной части Монголии. Численность населения по данным 2010 года составила 7 881 человек.
Центр сомона — посёлок Шумуултай, расположенный в 180 километрах от административного центра аймака — города Улиастай и в 800 километрах от столицы страны — Улан-Батора.

## География
Сомон расположен в западной части Монголии. Граничит с соседними сомонами Идэр, Их-Уул, Отгон и Тэлмэн, а также с соседними аймаками Архангай и Хувсгел. На территории Тосонцэнгэла располагается гора Марз, протекают реки Идэр, Хожуул, Тэгш.

## Климат
Климат резко континентальный. Средняя температура января -32 градусов, июля +16 градусов. Ежегодная норма осадков составляет 270 мм.

## Фауна
Животный мир Тосонцэнгэла представлен волками, кабанами, лисами, манулами.

## Инфраструктура
В сомоне есть школа, больница, торговые и культурные центры.